# Суринам на Светском првенству у атлетици на отвореном 2013.
Суринам је учествовао на 14. Светском првенству у атлетици на отвореном 2013. одржаном у Москви од 10. до 18. августа. Репрезентацију Суринама представљао је један такмичар који се такмичио у трци на 100 метара. , 
На овом првенству Суринам није освојио ниједну медаљу, нити је постигнут неки рекорд.

## Учесници
Мушкарци:
- Ifrish Alberg — 100 м

## Резултати

### Мушкарци
| Атлетичар     | Дисциплина | Лични рекорд | Предтакмичење | Предтакмичење | Квалификације     | Квалификације     | Полуфинале           | Полуфинале           | Финале               | Финале               | Детаљи |
| Атлетичар     | Дисциплина | Лични рекорд | Резултат      | Место         | Резултат          | Место             | Резултат             | Место                | Резултат             | Место                | Детаљи |
| ------------- | ---------- | ------------ | ------------- | ------------- | ----------------- | ----------------- | -------------------- | -------------------- | -------------------- | -------------------- | ------ |
| Ifrish Alberg | 100 м      | 10,29 НР     | 10,70 кв      | 3. у гр. 4    | Није завршио трку | Није завршио трку | Није се квалификовао | Није се квалификовао | Није се квалификовао | Није се квалификовао |        |